# Janževa Gora
Janževa Gora is een plaats in Slovenië en maakt deel uit van de gemeente Selnica ob Dravi in de NUTS-3-regio Podravska. De plaats telde 450 inwoners op 1 januari 2020.